# Brachirus dicholepis
Brachirus dicholepis är en fiskart som först beskrevs av Peters, 1877.  Brachirus dicholepis ingår i släktet Brachirus och familjen tungefiskar. Inga underarter finns listade.